# Regierung Wilmès I

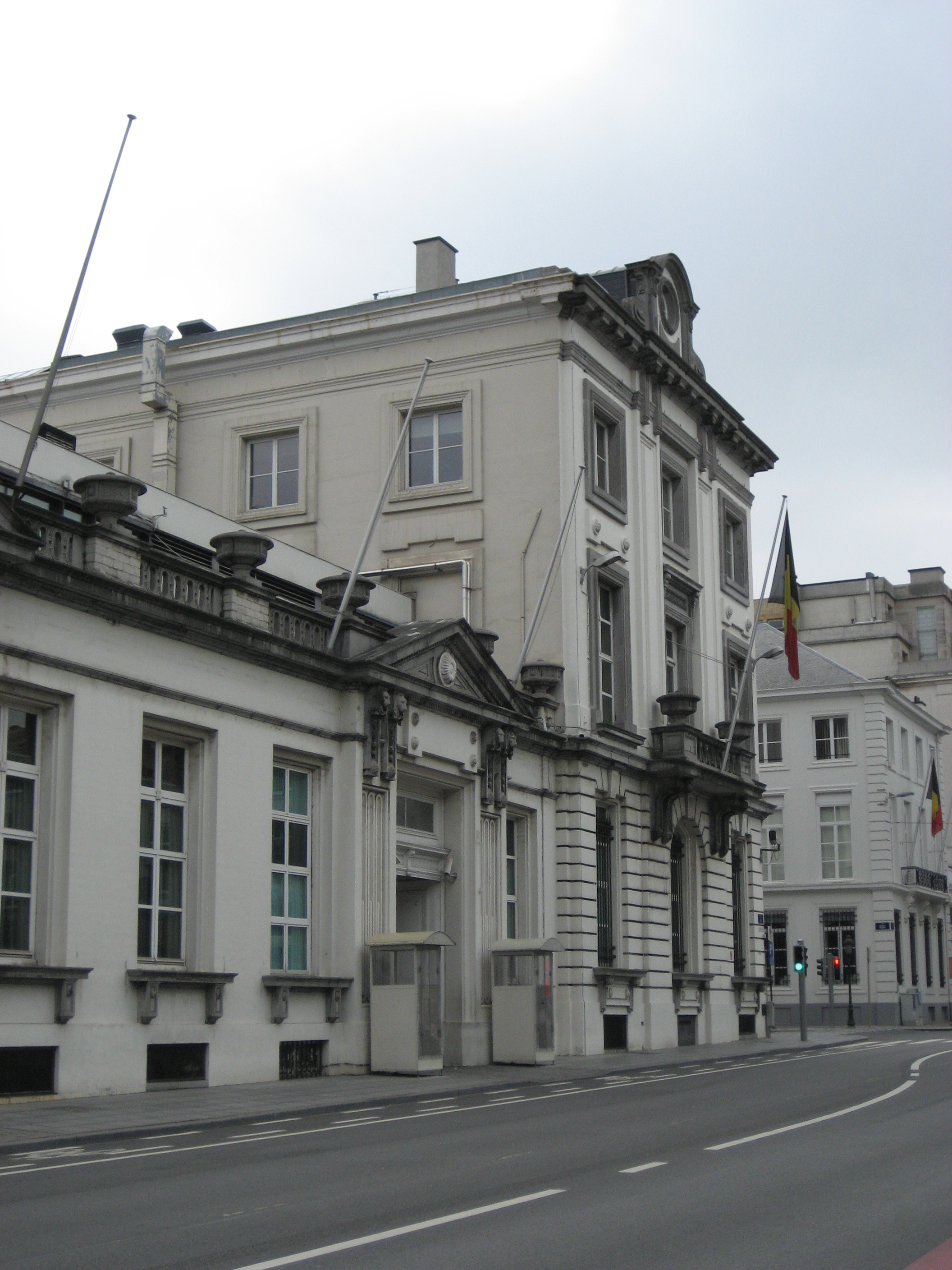
Sitz der Föderalregierung in der Wetstraat/Rue de la loi in Brüssel

Die Regierung Wilmès I war die geschäftsführende Regierung Belgiens vom 27. Oktober 2019 bis zum 17. März 2020. Ihr folgte die Regierung Wilmès II.
Nach dem Beschluss der Regierung Michel I, dem UN-Migrationspakt beizutreten, erklärten die Minister der Neu-flämischen Allianz am 9. Dezember 2018 den Austritt aus der Regierung, die damit ihre parlamentarische Mehrheit verlor. König Philippe beauftragte den bisherigen Premierminister Charles Michel mit der Führung einer geschäftsführenden Regierung (Michel II). Bei der Parlamentswahl am 26. Mai 2019 verloren die Regierungsparteien 14 Sitze und stellen nur noch 38 der 150 Abgeordneten. Der Premierminister Michel wurde am 2. Juli 2019 zum Präsidenten des Europäischen Rates ab dem 1. Dezember gewählt. Er kündigte am 25. Oktober 2019 seinen Rücktritt an, seine Nachfolgerin wurde am 27. Oktober 2019 die bisherige Haushaltsministerin Sophie Wilmès.

## Zusammensetzung
Der Regierung besteht aus sieben Ministern – darunter die Premierministerin – der wallonischen liberalen MR und jeweils drei Vertretern der flämischen liberalen Open Vld sowie der flämischen christdemokratischen CD&V. Die Zusammensetzung des Kabinetts hat sich gegenüber der Vorgängerregierung nur auf zwei Posten geändert. Die bisherige Ministerin für den Haushalt, Sophie Wilmès, wurde Premierministerin. Ihr Nachfolger als Haushaltsminister wurde David Clarinval.
| Amt | Name                   | Name                    | Partei                 | Partei   | Amtszeit                             |
| --- | ---------------------- | ----------------------- | ---------------------- | -------- | ------------------------------------ |
| Premierministerin |                        | Sophie Wilmès           |                        | MR       | 27. Oktober 2019 – 30. November 2019 |
| Premierministerin zuständig für Beliris und föderale Kulturinstitutionen                                                                     | seit 30. November 2019 | Sophie Wilmès           |                        | MR       |                                      |
| Vizepremierminister Justiz zuständig für Gebäudewirtschaft                                                                                   |                        | Koen Geens              |                        | CD&V     | 27. Oktober 2019 – 30. November 2019 |
| Vizepremierminister Europäische Angelegenheiten Justiz zuständig für Gebäudewirtschaft                                                       | seit 30. November 2019 | Koen Geens              |                        | CD&V     |                                      |
| Vizepremierminister Finanzen, Entwicklungshilfe zuständig für Bekämpfung von Steuerbetrug                                                    |                        | Alexander De Croo       |                        | Open VLD | 27. Oktober 2019                     |
| Vizepremierminister Auswärtige und europäische Angelegenheiten, Verteidigung zuständig für Beliris und föderale Kulturinstitutionen          |                        | Didier Reynders         |                        | MR       | 27. Oktober 2019 – 30. November 2019 |
| Haushalt und Öffentlicher Dienst zuständig für die Nationallotterie und Wissenschaftspolitik                                                 |                        | David Clarinval         |                        | MR       | 27. Oktober 2019 – 30. November 2019 |
| Vizepremierminister Haushalt und Öffentlicher Dienst zuständig für die Nationallotterie und Wissenschaftspolitik                             |                        | David Clarinval         | seit 30. November 2019 | MR       |                                      |
| Äußeres und Verteidigung |                        | Philippe Goffin         |                        | MR       | seit 30. November 2019               |
| Sicherheit und Inneres zuständig für den Außenhandel                                                                                         |                        | Pieter De Crem          |                        | CD&V     | seit 27. Oktober 2019                |
| Soziales, Gesundheit, Asyl und Migration |                        | Maggie De Block         |                        | Open VLD | seit 27. Oktober 2019                |
| Renten |                        | Daniel Bacquelaine      |                        | MR       | seit 27. Oktober 2019                |
| Energie, Umwelt und Nachhaltigkeit |                        | Marie-Christine Marghem |                        | MR       | seit 27. Oktober 2019                |
| Mobilität zuständig für Belgocontrol und die NMBS/SNCB                                                                                       |                        | François Bellot         |                        | MR       | seit 27. Oktober 2019                |
| Mittelstand, Selbständige, kleinere und mittlere Unternehmen, Landwirtschaft und gesellschaftliche Integration zuständig für Großstädte      |                        | Denis Ducarme           |                        | MR       | seit 27. Oktober 2019                |
| Digitale Agenda, Telekommunikation und Post zuständig für Verwaltungsvereinfachung, Bekämpfung von Sozialbetrug, Datenschutz und die Nordsee |                        | Philippe De Backer      |                        | Open VLD | seit 27. Oktober 2019                |
| Beschäftigung, Wirtschaft und Verbraucherschutz zuständig für Armutsbekämpfung, Chancengleichheit und Behinderte                             |                        | Nathalie Muylle         |                        | CD&V     | seit 27. Oktober 2019                |

## Regierungsumbildung
Am 30. November 2019 kam es zu einer Regierungsumbildung. Didier Reynders wechselte als Kommissar für Justiz und Rechtsstaatlichkeit in die Europäische Kommission. Neu in die Regierung kam der Liberale Philippe Goffin, der das Außen- und Verteidigungsministerium übernahm. Haushaltsminister Clarinval wurde Vizepremierminister, Justizminister Geens erhielt die Zuständigkeit für europäische Angelegenheiten und Premierministerin Wilmès übernahm die Zuständigkeit für Beliris und föderale Kulturinstitutionen.